# Melomantis asema
Melomantis asema es una especie de mantis de la familia Iridopterygidae.

## Distribución geográfica
Se encuentra en Malaui.